# Imágenes para Windows
Imaging para Windows de Global 360 es un software de imágenes de documentos. Las versiones anteriores de Imaging para Windows estaban disponibles para Windows 95-98/Me/NT/2000. Global360 Imaging para Windows es la actualización de este software de imágenes, que se suspendió a partir de Windows XP . Sus funciones de visualización, edición y escaneo de imágenes son reemplazadas por Windows Picture and Fax Viewer y Microsoft Paint, ambos basados en GDI+ en Windows XP. Sin embargo, las funciones de edición de imágenes de varias páginas desaparecen con el software de imágenes.
Imaging para Windows fue desarrollado por Wang (como en Windows 95/NT 4.0), luego fue absorbido por Kodak  (como Eastman Software, como en Windows 98/2000), y luego se convirtió en eiStream Inc., que luego pasó a llamarse Global. 360. Actualmente, Imaging para Windows 4.0 está disponible a través de OpenText . Professional Edition se vendió como producto independiente con soporte para funciones avanzadas como OCR. 
Imaging para Windows admite la creación, anotación, visualización e impresión de documentos de imágenes TIFF, BMP y Microsoft Fax AWD . Los usuarios también pueden ver e imprimir imágenes JPEG y PCX / DCX .
Imaging para Windows también ofrece la posibilidad de desarrollar software utilizando herramientas ActiveX . Cada copia incluye los controles Kodak/Wang Imaging OCX (ActiveX): se proporcionan los controles ImgEdit, ImgAdmin, ImgThumb, ImgScan e ImgOCR.